# Charles David Curtis
Charles David Curtis (né en 1939) est un géologue britannique qui est président de la Geological Society of London de 1992 à 1994 . 

## Biographie
Il est professeur émérite de géochimie à l'Université de Manchester. Curtis étudie la chimie et la géochimie à l'Imperial College et à l'Université de Sheffield .
Curtis est président du comité consultatif sur la gestion des déchets radioactifs jusqu'en 2004 . Il est responsable de la stratégie de recherche et développement, direction de la gestion des déchets radioactifs, Autorité de démantèlement nucléaire (anciennement Nirex)  depuis 2007, et est directeur non exécutif de Dounreay Site Restoration Limited .